# Viktor Gísli Hallgrímsson
Viktor Gísli Hallgrímsson, né le 24 juillet 2000 à Reykjavik, est un handballeur international islandais.
Il mesure 2,03 m et joue au poste de gardien de but en équipe nationale depuis 2019 et pour le club polonais du Wisła Płock depuis 2024. 

## Biographie
Originaire de Reykjavik, Viktor Gísli Hallgrímsson intègre le centre de formation du Fram Reykjavik avant de passer professionnel au sein du club islandais. En 2019, il s'engage au sein du club danois de GOG Håndbold. 
International depuis 2019, il participe notamment au Championnat d'Europe 2022 où il a été élu meilleur gardien.
En 2022, il rejoint le HBC Nantes en même temps que son homologue croate Ivan Pešić. 

## Palmarès

### En équipe nationale
- 11e place au Championnat d'Europe 2020
- 20e place au Championnat du monde 2021
- 7e place au Championnat d'Europe 2022
- 12e place au Championnat du monde 2023
- 9e place au Championnat du monde 2025

### En club
- Championnat du Danemark
  - Champion  (1) : 2022
  - Vice-champion (1) : 2020
- Coupe du Danemark
  - Vainqueur  (1) : 2020
  - Finaliste : (1) : 2022
- Championnat de France
  - Vice-champion en 2024
- Coupe de France (3) :
  - Vainqueur  (2) : 2023 et 2024
- Trophée des champions
  - Vainqueur  (1) : 2022
  - Finaliste (1) : 2023

### Distinctions individuelles
- élu meilleur gardien de but du Championnat d'Europe 2022